# Lori Arviso Alvord
Lori Arviso Alvord (nacida en 1958) es una autora y cirujana estadounidense. Fue la primera mujer Diné en obtener la certificación de la junta en cirugía. Su autobiografía, The Scalpel and the Silver Bear, ha llamado la atención sobre su carrera como cirujana y ha vendido más de 50.000 copias.  La doctora Alvord también fue nominado para desempeñarse como Cirujano General de EE. UU. en 2013. La doctora Alvord utiliza nuevas técnicas que combinan las técnicas de curación navajo y la medicina occidental moderna.

## Vida personal
Alvord nació en un pequeño pueblo llamado Crownpoint, Nuevo México , que se encuentra en una reserva Navajo adyacente a Nuevo México, de padre Diné y madre blanca. El inglés fue el primer idioma hablado en su casa.  Es miembro del clan Tsinnajinnie' (madera rayada negra) (pino ponderosa) y del clan Ashihii' Diné (gente de la sal). 

## Carrera
Graduada en el  Crownpoint High School en Crownpoint, Nuevo México. La carrera académica de Alvord comenzó cuando fue aceptada en el Dartmouth College . Inicialmente se especializó en Ciencias Naturales antes de hacer la transición a una especialización enfocada en ciencias sociales. Se graduó de Dartmouth College en 1979 después de una doble especialización en psicología y sociología, y una especialización secundaria en estudios nativos americanos.
Después de graduarse de Dartmouth, Alvord emprendió una carrera como asistente de investigación en la clínica de la Administración de Veteranos en Albuquerque, Nuevo México , Nuevo México . El médico que coordinaba la investigación en el laboratorio le sugirió a Alvord que debería ir a la escuela de medicina, lo que la hizo sonrojarse. Alvord luego se matriculó en la Universidad de Nuevo México para retomar los cursos de pre-medicina . Fue aceptada en la Escuela de Medicina de la Universidad de Stanford , donde obtuvo su doctorado en 1985. Completó una residencia de seis años en el Hospital de la Universidad de Stanford y obtuvo su certificación de la junta como cirujana en 1994, lo que la llevó a convertirse en la primera mujer cirujana de Diné certificada por la junta . 
Después de estudiar medicina en la Universidad de Stanford, la doctora Alvord regresó a su reserva navajo en Nuevo México solo para enterarse de que, a pesar de la importancia de su competencia técnica en cirugía, simplemente "arreglar" el problema físico no era suficiente para curar completamente a un paciente. También fue importante abordar los aspectos psicológicos y espirituales de la curación. Esto condujo a un enfoque más holístico de la medicina que tuvo en cuenta el entorno y las relaciones del paciente, y también incorporó obras de arte y naturaleza en el diseño del hospital. En su opinión, "La belleza es muy importante: obras de arte en las paredes, jardines, porches al aire libre con vista. Un hospital también debe tener los olores correctos, los alimentos correctos, los sonidos correctos, las cosas de la vida que nos tranquilizan. Deberíamos también evitar las cosas que están mal, que causan estrés: nada de sonidos ásperos, nada de luces brillantes. Ha escrito un libro sobre sus experiencias, titulado The Scalpel and the Silver Bear,'
De 1991 a 1997, Alvord ejerció como cirujana en el Indian Health Service , en una de sus instalaciones en Gallup.  Alvord también fue decana asociada de asuntos estudiantiles en la Escuela de Medicina de Dartmouth , así como profesora asistente de cirugía y psiquiatría en Dartmouth de 1997 a 2009. Desde 2003 en adelante, se desempeñó como miembro adjunto de la facultad del Centro para la Salud de los Indígenas Estadounidenses de la Escuela de Salud Pública de Johns Hopkins. De 2008 a 2010,  formó parte del Consejo Asesor Nacional de Medicina Alternativa y Complementaria (NACCAM), el principal organismo asesor del Centro Nacional de Medicina Complementaria y Alternativa (NCCAM), un componente de los Institutos Nacionales de Salud.  De 2010 a 2012,  Alvord se desempeñó como Decana de la  Asociado de la Facultad de Medicina de la Universidad Central de Michigan ,  que se inauguró durante el semestre de otoño de 2013. Desempeñó un papel fundamental en el desarrollo de la nueva escuela de medicina.También fue decana adjunta de asuntos estudiantiles y admisiones en la Facultad de Medicina de la Universidad de Arizona , en Tucson, Arizona, de 2012 a 2014. 

## Premios y reconocimientos
En 2001,  Alvord recibió un título honorario de Albany Medical College.  En 2006, el  recibió un título honorario de la Universidad de Drexel .  En 2009, Alvord recibió un título honorario de Pine Manor College.
En 1992,  el Premio del Gobernador a Mujeres Sobresalientes de Nuevo México, de manos del exgobernador de Nuevo México, Bruce King. En 1999, recibió el de  la Asociación Estadounidense de Escritores Médicos el Premio a la Excelencia Will Solimene 2000, por la publicación "Warp and Weft", un extracto de The Scalpel and the Silver Bear. En 2000, la doctora Alvord recibió el premio Circles Book de Georgia College and State University por su autobiografía.  En 2003, el Premio Federal de Apreciación de Asuntos de Veteranos, The White River Junction Centro Médico de Asuntos de Veteranos. 
En 2013, la filosofía de la doctora Alvord le valió el reconocimiento, ya que la Junta Nacional de Salud Indígena y el Congreso Nacional de Indígenas Estadounidenses la respaldaron para ser Cirujana General de los Estados Unidos. 